# جيمبال
جيمبال (بالإنجليزية: Gimbal, California)‏ منطقة تقع إدارياً ضمن مقاطعة بوت في الولايات المتحدة.